# Plumatella carvalhoi
Plumatella carvalhoi is een mosdiertjessoort uit de familie van de Plumatellidae. De wetenschappelijke naam van de soort is, als Hyalinella carvalhoi, voor het eerst geldig gepubliceerd in 1942 door Marcus.